# Professió
|  | «Ofici» redirigeix aquí. Vegeu-ne altres significats a «Ofici (desambiguació)». |

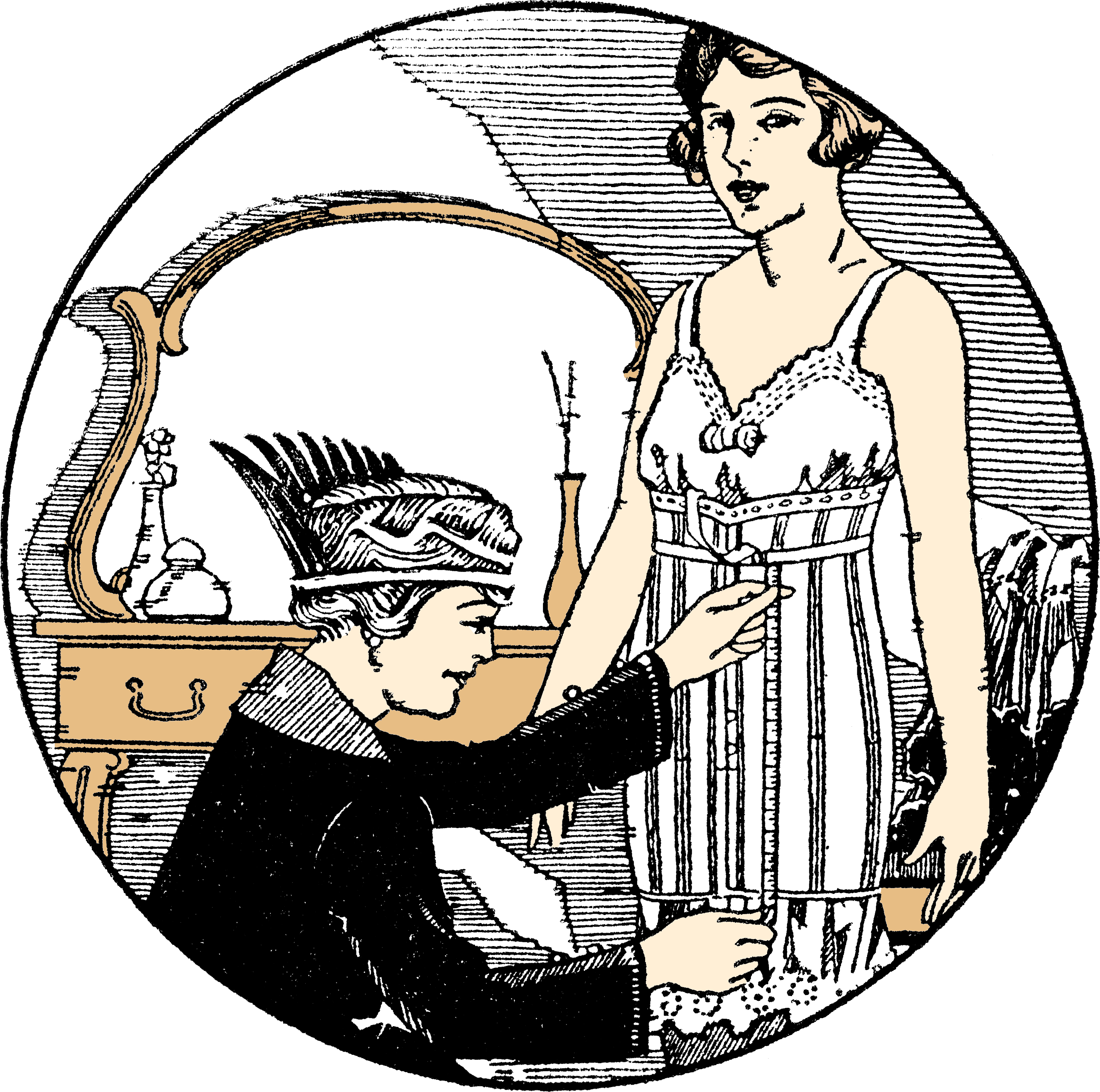
Professional de la cotilleria

Professió o ofici en l'ús comú del concepte té diferents accepcions, entre elles: Ocupació, facultat o ofici que cadascú té i exerceix públicament. Les professions són ocupacions que requereixen un coneixement especialitzat, una capacitació educativa d'alt nivell, control sobre el contingut del treball, organització pròpia, autoregulació, altruisme, esperit de servei a la comunitat i elevades normes ètiques.
És una activitat especialitzada del treball dins de la societat i a la persona que la realitza se la denomina professional, que també es refereix específicament a una capacitat adquirida després d'un aprenentatge que pot estar relacionat amb camps que requereixen pràctica, entrenament, experiència i estudis.
L'ofici o professió és la naturalesa de l'ocupació en si mateixa i a la forma d'exercir-la que té cada persona. La professió aborda el desenvolupament de la disciplina es preocupa del desenvolupament del coneixement enriquint la professió des de la seva essència, i aprofundint el suport teòric amb la pràctica.

## Concepte de professional

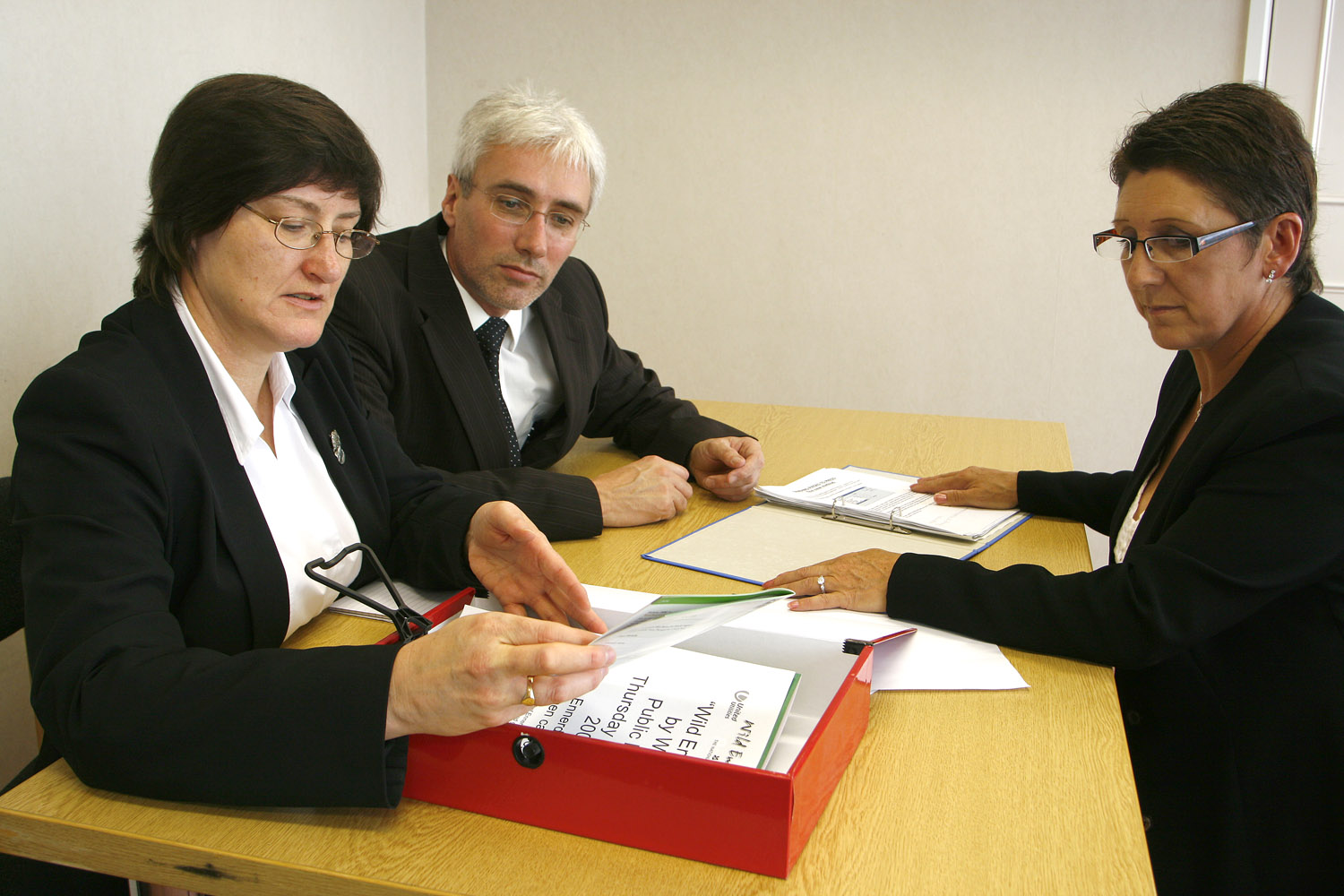
Entrevista professional

Un professional és tota aquella persona que pot oferir un servei o elaborar un bé, garantint el resultat amb qualitat d'excel·lència, a canvi d'un salari o de diners, en un pressupost pactat per ambdues parts. Pot ser una persona amb un reconeixement universitari, tècnic o expert en cert tema, disciplina o art.
No obstant això, una persona també pot ser considerada professional pel fet de proveir, a canvi de diners, un servei o producte i mostrar un comportament honrat, qualificat, responsable i capaç, característiques que es poden obtenir, per exemple, amb constància i talent en la disciplina exercida.

## Mercat de treball

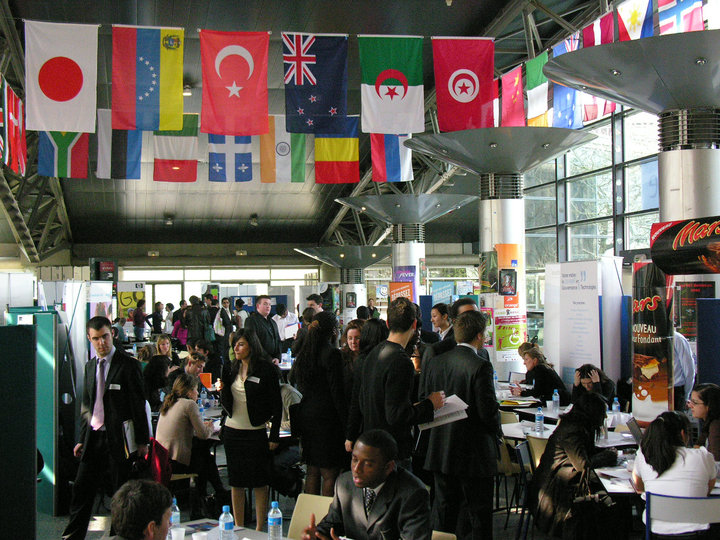
Fòrum de candidats i reclutadors professionals

La situació de l'actual mercat laboral del segle xxi han estat fruit d'importants canvis produïts per diversos factors com la incorporació de les noves tecnologies; la globalització, els nous models d'organització del procés productiu (descentralització productiva), així com la crisi financera i econòmica actual fa que les característiques més valorades en el perfil dels seus candidats siguin interès a aprendre, iniciativa, treball en equip, habilitats comunicatives, flexibilitat i interès en la formació permanent.